# Opel Frontera (2024)
Opel Frontera (2024) — субкомпактный кроссовер, производимый с 2024 года немецкой компанией Opel. 

## Описание
Впервые Opel Frontera был представлен в 2024 году в роли преемника Opel Crossland. В отличие от модели, выпускавшейся в 1991—2004 годах, Frontera выпускается в виде как гибридного автомобиля, так и электромобиля.
Автомобиль выпускается в двух комплектациях: Frontera и Frontera GS. Каждая отделка может иметь два пакета опций. Было объявлено, что позже будет представлена семиместная версия Opel Frontera.
На передней части расположен логотип Opel Blitz. Другие особенности экстерьера — экологичные светодиодные фары, «ярко выраженные» колёсные арки и крылья, а также задние фонари, разделённые вставками цвета кузова.

## Галерея

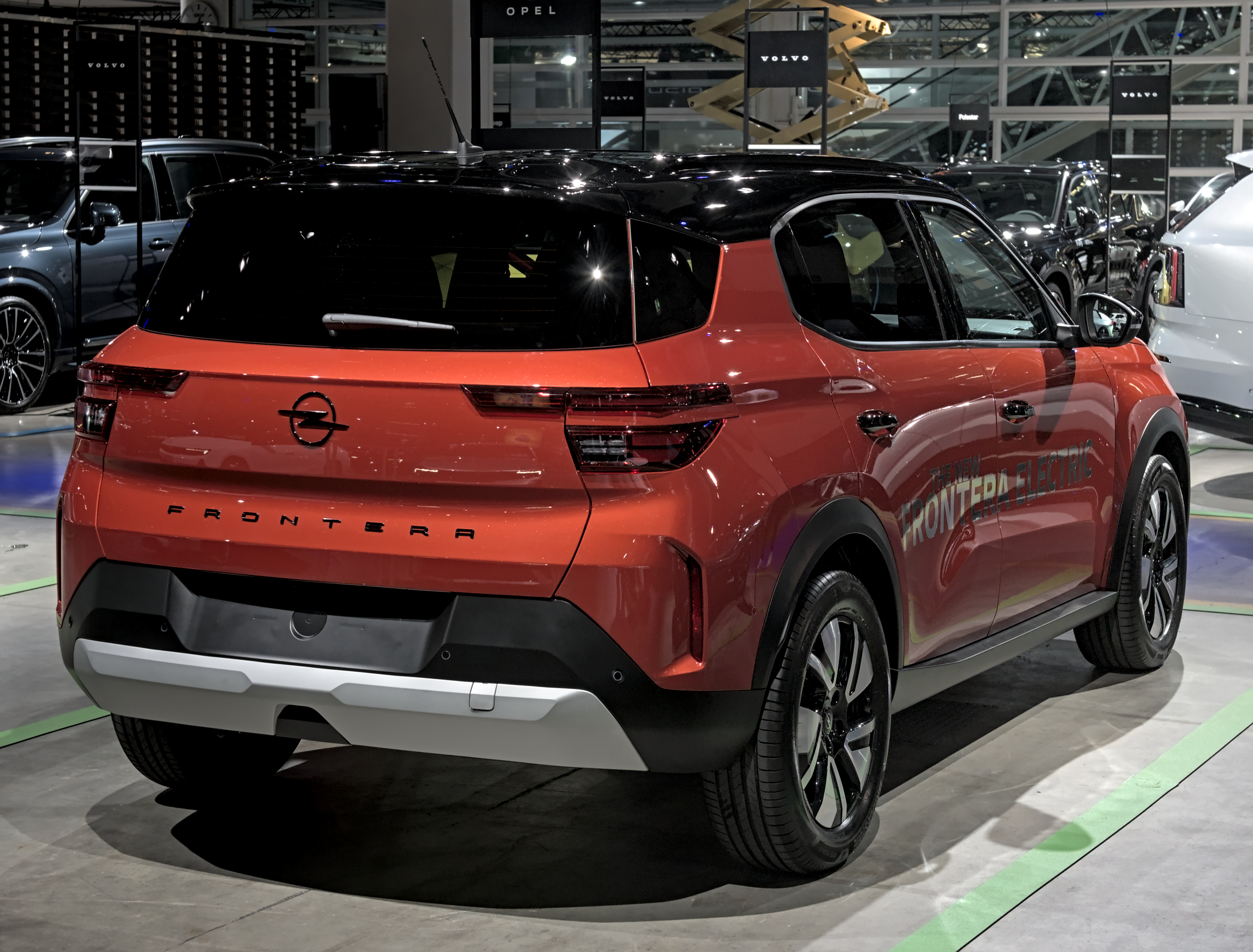
Вид сзади
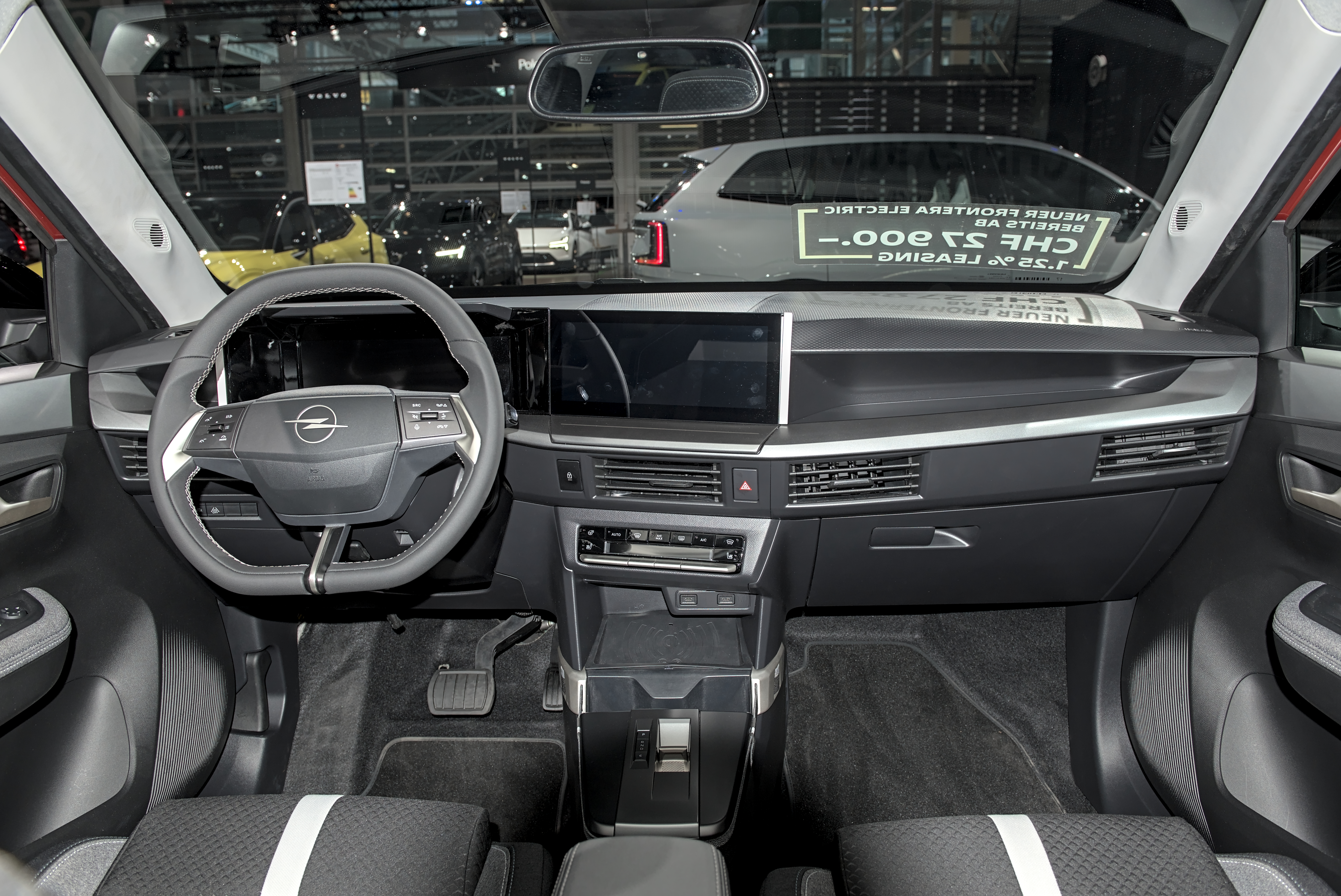
Интерьер